# 舒明
51°16′24″N 32°49′57″E / 51.27333°N 32.83250°E
舒明（羅馬化：Shumyn）是烏克蘭北部切爾尼希夫州尼任區巴圖林市鎮的村莊。該村始建於1800年，面積0.4平方公里，海拔高度137米，2006年人口59，人口密度每平方公里147.5人。

## 延伸阅读
[在维基数据编辑]